# كينيث فيرمير
كينيث هارولد فيرمير (بالهولندية: Kenneth Vermeer) وهو لاعب كُرَة قَدَم هولندي من أصل سورينامي في مركز حراسة المرمى ولد في يوم 10 يناير 1986 في مدينة أمستردام عاصمة هولندا وهو يلعب حالياً مع نادي فينورد و سبق له اللعب مع نادي أياكس أمستردام ولعب أيضاً مع منتخب هولندا لكرة القدم ويبلغ طوله 182 سم.

## روابط خارجية
- كينيث فيرمير على موقع الاتحاد الأوربي (الإنجليزية)
- كينيث فيرمير على موقع الدوري الأمريكي (الإنجليزية)
- كينيث فيرمير على موقع قاعدة بيانات كرة القدم.إي يو (الإنجليزية)
- كينيث فيرمير على موقع بيانات كرة القدم. دي إي (الألمانية)
- كينيث فيرمير على موقع ناشيونال فوتبول تيمز (الإنجليزية)
- كينيث فيرمير على موقع Soccerbase.com (لاعب) (الإنجليزية)
- كينيث فيرمير على موقع Soccerway.com (الإنجليزية)
- كينيث فيرمير على موقع عالم كرة القدم.نت (الإنجليزية)
- كينيث فيرمير على موقع أوليمبيديا (الإنجليزية)
- كينيث فيرمير على موقع AS.com (الإسبانية)